# Franziska Bergmann
Franziska Bergmann (* 1980) ist eine deutsche Literaturwissenschaftlerin und arbeitet als Professorin an der Friedrich-Alexander-Universität Erlangen-Nürnberg (FAU).

## Leben und Wirken
Franziska Bergmann studierte von 2000 bis 2006 Neuere deutsche Literaturgeschichte, Englische Philologie und Gender Studies an der Albert-Ludwigs-Universität Freiburg. Bis 2008 arbeitete sie als Lehrbeauftragte am dortigen Zentrum für Anthropologie und Gender Studies (ZAG).
Es folgte ein Promotionsstudium an der Universität Trier im Fach Neuere Deutsche Literaturwissenschaft, das sie 2012 mit ihrer Dissertation mit dem Titel Die Möglichkeit, dass alles auch ganz anders sein könnte. Geschlechterverfremdungen in Theatertexten der Gegenwart abschloss. Sie arbeitete von 2010 bis 2014 als Lehrbeauftragte im Deutschen Seminar der Universität Tübingen, im Wintersemester 2012/13 am gendup – Zentrum für Gender Studies und Frauenförderung an der Universität Salzburg und anschließend bis 2014 als Wissenschaftliche Mitarbeiterin am Institut für Germanistik der Universität Duisburg-Essen in der Abteilung Literaturwissenschaft und Literaturdidaktik, Neuere Deutsche Literaturwissenschaft.
Zwischen 2014 und 2021 war Bergmann Juniorprofessorin (W1) für Gender-Forschung im Fachbereich II/Germanistik der Universität Trier, unterbrochen von einem Feodor-Lynen-Forschungsstipendium der Alexander-von-Humboldt-Stiftung am Queen’s College der University of Oxford in der Zeit von 2018 bis 2020.
Im Jahr 2021 habilitierte sie an der Universität Trier mit dem Thema Schreibweisen des Exotismus: Sinnesfülle und Fremdheit in der westeuropäischen Literatur vom 18. bis zum 20. Jahrhundert und erhielt die Lehrbefugnis für Neuere deutsche Literaturwissenschaft und Komparatistik. Ein Ruf an die Universität Aarhus in Dänemark auf eine Associate Professorship of Comparative Literature folgte, den sie zum 1. Oktober 2021 annahm.
Seit dem 1. Oktober 2023 ist Bergmann Professorin (W3) für Neuere deutsche Literatur mit komparatistischem Schwerpunkt am Department Germanistik und Komparatistik an der Friedrich-Alexander-Universität Erlangen-Nürnberg. Ihre Forschungsschwerpunkte sind die deutschsprachige, westeuropäische und angloamerikanische Literatur vom 18. Jahrhundert bis zur Gegenwart, insbesondere literarische und andere künstlerische Verhandlungen von Kolonialismus und Interkulturalität im 19. Jahrhundert.

## Auszeichnungen
- 2008: Promotionsstipendium der Studienstiftung des deutschen Volkes
- 2016: Lehrpreis der Universität Trier für das Seminar Einführung in die Gender Studies und Interkulturalitätsforschung
- 2017: Stipendiatin des Programms Fast Track Exzellenz und Führungskompetenz für Wissenschaftlerinnen auf der Überholspur der Robert-Bosch-Stiftung[6]

## Veröffentlichungen (Auswahl)
- Economies of compassion and skin color in Friedrich Schiller’s Fiesco’ s conspiracy at Genoa (1783). In: Priscilla Layne, Lily Tonger-Erk (Hrsg.): Staging Blackness. Representations of Race in German-Speaking Drama and Theater. University of Michigan Press, Ann Arbor 2024, ISBN 978-0-472-90356-6 (englisch).
- Schreibweisen des Exotismus. Sinnesfülle und Fremdheit in der westeuropäischen Literatur vom 18. bis zum 20. Jahrhundert. Walter De Gruyter, Berlin 2023.
- Schreibweisen des Exotismus: Sinnesfülle und Fremdheit in der westeuropäischen Literatur vom 18. bis zum 20. Jahrhundert. Habilitationsschrift, Universität Trier, 2021. In: Untersuchungen zur deutschen Literaturgeschichte. Band 167. Walter de Gruyter, Berlin 2023.
- mit Natalia Filatkina: Angstkonstruktionen. Interdisziplinäre Annäherungen an eine Zeitdiagnose und ein Versuch ihrer linguistischen und literaturwissenschaftlichen Präzisierung. Hrsg.: Franziska Bergmann, Natalia Filatkina. Angst! Interdisziplinäre Perspektiven. Walter De Gruyter, Berlin 2021, S. 1–30.
- Drama und Gender. In: Grundthemen der Literaturwissenschaft. De Gruyter, Berlin 2019, S. 356–370.
- Die Möglichkeit, dass alles auch ganz anders sein könnte. Geschlechterverfremdungen in Theatertexten der Gegenwart. Königshausen & Neumann, Würzburg 2015.